# Skuibakken
Skuibakken - kompleks skoczni narciarskich w Bærum w Norwegii. W mieście znajdują się skocznie punktach konstrukcyjnych odpowiednio: K110, K40, K24 i K12. Skocznie powstały w 1928 roku, wielokrotnie goszcząc mistrzostwa Norwegii w skokach narciarskich. Skocznia K110 ma wysoką, sztuczną wieże startową. Jedynie skocznia K110 nadaje się do skoków, mimo tego również wymaga kapitalnego remontu. Obok skoczni znajduje się plac, który może pomieścić około 2500 widzów. Przy skoczni znajduje się zniszczona wieża sędziowska, oraz stanowisko trenerskie. Umiejscowiona jest na nierównym zboczu, otoczonym lasem. Na skoczniach niejednokrotnie odbywały się zawody rangi międzynarodowej. 

## Zawody Pucharu Świata na skoczni K110
Skocznia Skuibakken trzykrotnie gościła zawodników w ramach zawodów Pucharu Świata, jednak oficjalne zawody miały tu miejsce tylko dwukrotnie. Ostatnie zawody w 1988 zostały odwołane z powodu odwilży i braku śniegu. Zawody były planowane przez FIS jeszcze na sezon 1989/1990, jednak rezygnowano z tej propozycji na rzecz skoczni Lønnbergbakken w norweskim Raufoss.  	   
| Lp | Data          | Miejscowość | Skocznia   | K    | Uwagi | 1 miejsce | 2 miejsce | 3 miejsce |
| -- | ------------- | ----------- | ---------- | ---- | ----- | --------- | --------- | --------- |
| 1. | 17 marca 1981 | Bærum       | Skuibakken | K105 |       | H.Bulau   | A.Kogler  | R.Ruud    |
| 2. | 11 marca 1983 | Bærum       | Skuibakken | K110 |       | A.Kogler  | O.Hansson | H Bulau   |
| 3. | 2 marca 1989  | Bærum       | Skuibakken | K110 | -     | odwołany  | odwołany  | odwołany  |

## Rekordziści skoczni K110
Nie odnotowano wszystkich rekordów skoczni, ze względu na odstępy czasowe, jednak zachowano informacje na temat tych najistotniejszych skoków w dziejach Skuibakken.
| Lp. | Dzień    | Rok  | Zawodnik          | Odległość | Zawody                             | Uwagi                   |
| --- | -------- | ---- | ----------------- | --------- | ---------------------------------- | ----------------------- |
| 1.  |          | 1928 | b.d.              | 67,5 m    |                                    |                         |
| 2.  |          | 1950 | Hans Bjørnstad    | 83,5 m    | Zawody międzynarodowe (brak nazwy) |                         |
| 3.  |          | 1963 | John Balfanz      | 95,0 m    |                                    |                         |
| 4.  |          | 1964 | Torgeir Brandtzæg | 100,0 m   |                                    |                         |
| 5.  |          | 1964 | Torgeir Brandtzæg | 104,5 m   | Mistrzostwa Norwegii               |                         |
| 6.  | 17 marca | 1981 | Armin Kogler      | 112,5 m   | Puchar Świata                      |                         |
| 7.  |          | 1994 | b.d.              | 121,0 m   |                                    |                         |
| 8.  |          | 1995 | Pål Hansen        | 122,0 m   | Mistrzostwa Norwegii               | Aktualny rekord skoczni |